# ARM Cortex-A77
ARM Cortex-A77是一种微架构，采用了ARM Austin设计中心设计的ARMv8.2-A 64位指令集。Cortex-A77是具有新1.5K macro-OP（MOP）缓存的4-wide解码乱序超标量设计的架构，指令提取为6-wide（从4-wide开始）。后端是12个执行端口，流水线深度为13级，执行延迟为10级。

## 设计
Cortex-A77是Cortex-A76的后续产品。Cortex-A77基于4路超标量 乱序执行架构，并且带有1.5K宏操作缓存(MOPs)。该处理器每周期可以预取4条指令或6个宏操作（Mops），每周期可以重命名并派发6个Mops，以及13个微操作（uops）。乱序执行窗口被增加到160项。处理器后端比Cortex-A76增加了50%资源，达到12个执行端口。该处理器使用13级流水线结构，执行延迟为10级。
该内核支持非特权的 32位应用程序，但是特权应用程序必须利用64位ARMv8-A ISA。它还支持负载获取（LDAPR）指令（ARMv8.3-A），点产品指令（ARMv8.4-A），PSTATE推测性存储旁路安全（SSBS）位指令（ ARMv8.5-A）。
ARM宣布整数和浮点性能分别提高23％和35％。内存带宽相对于A76增加了15％。
Cortex-A77支持ARM的DynamIQ技术，与Cortex-A55节能内核结合使用时，有望用作高性能内核。

## 许可
被许可方可以将Cortex-A77用作SIP内核，其设计使其适合与其他SIP内核（例如将GPU，显示控制器，DSP，图像处理器等）集成到一个芯片中，从而构成系统单晶片（SoC）。

## 使用
高通骁龙865中使用了名为Kryo 585的A77定制核心。 